# خلنگ (سرده)
خلنگ (نام علمی: Erica) سردهای است که شامل ۸۶۰ گونه از گیاهان گلدار از خانوادهٔ خلنگیان می‌باشد.

## نگارخانه

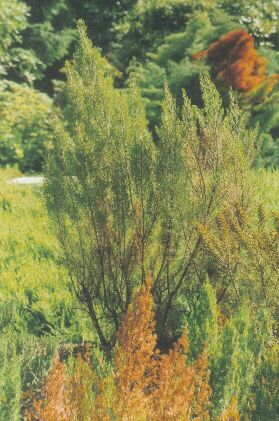
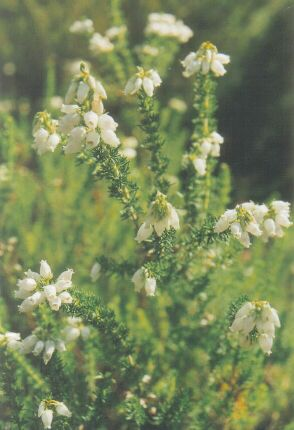
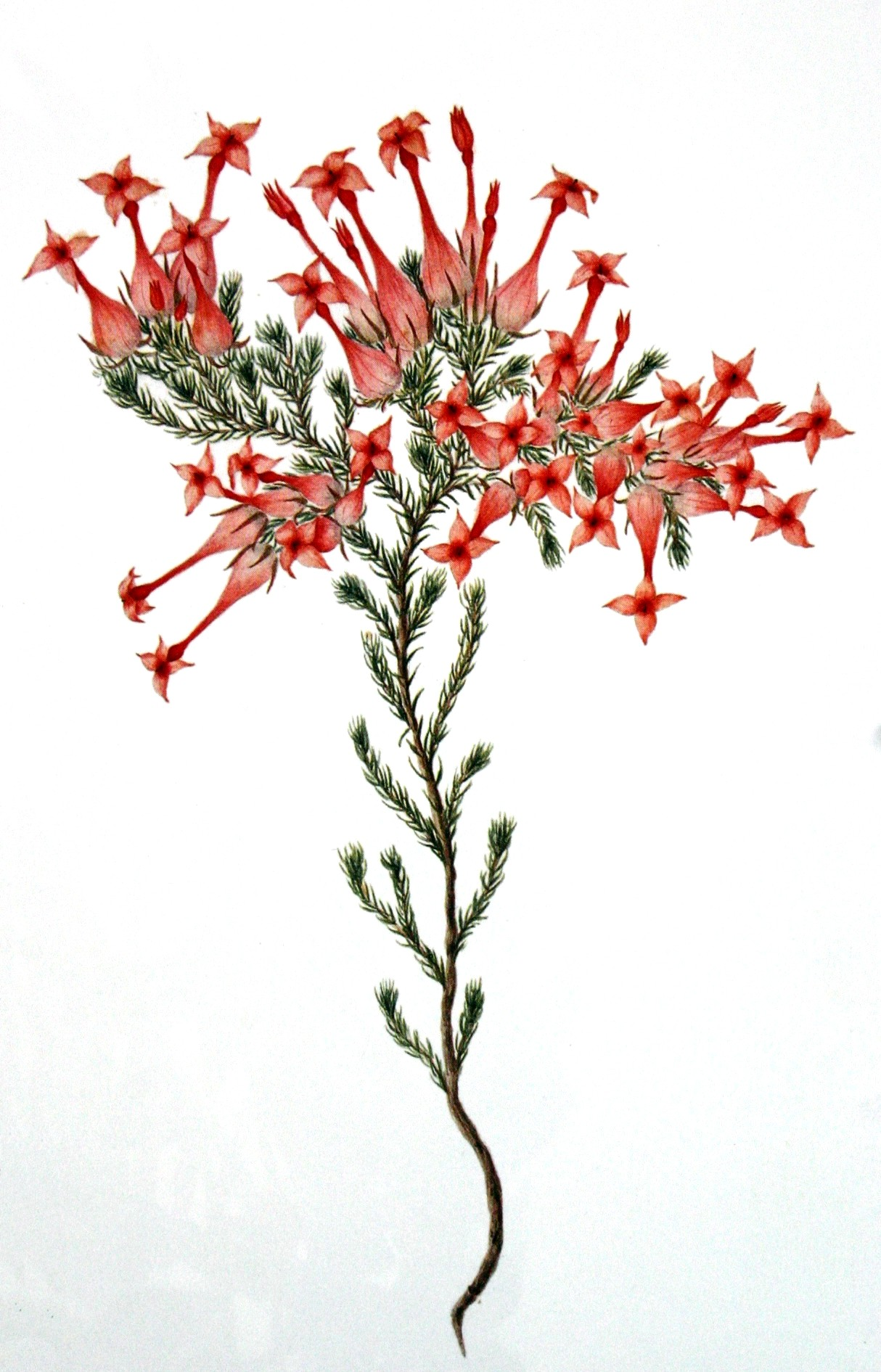
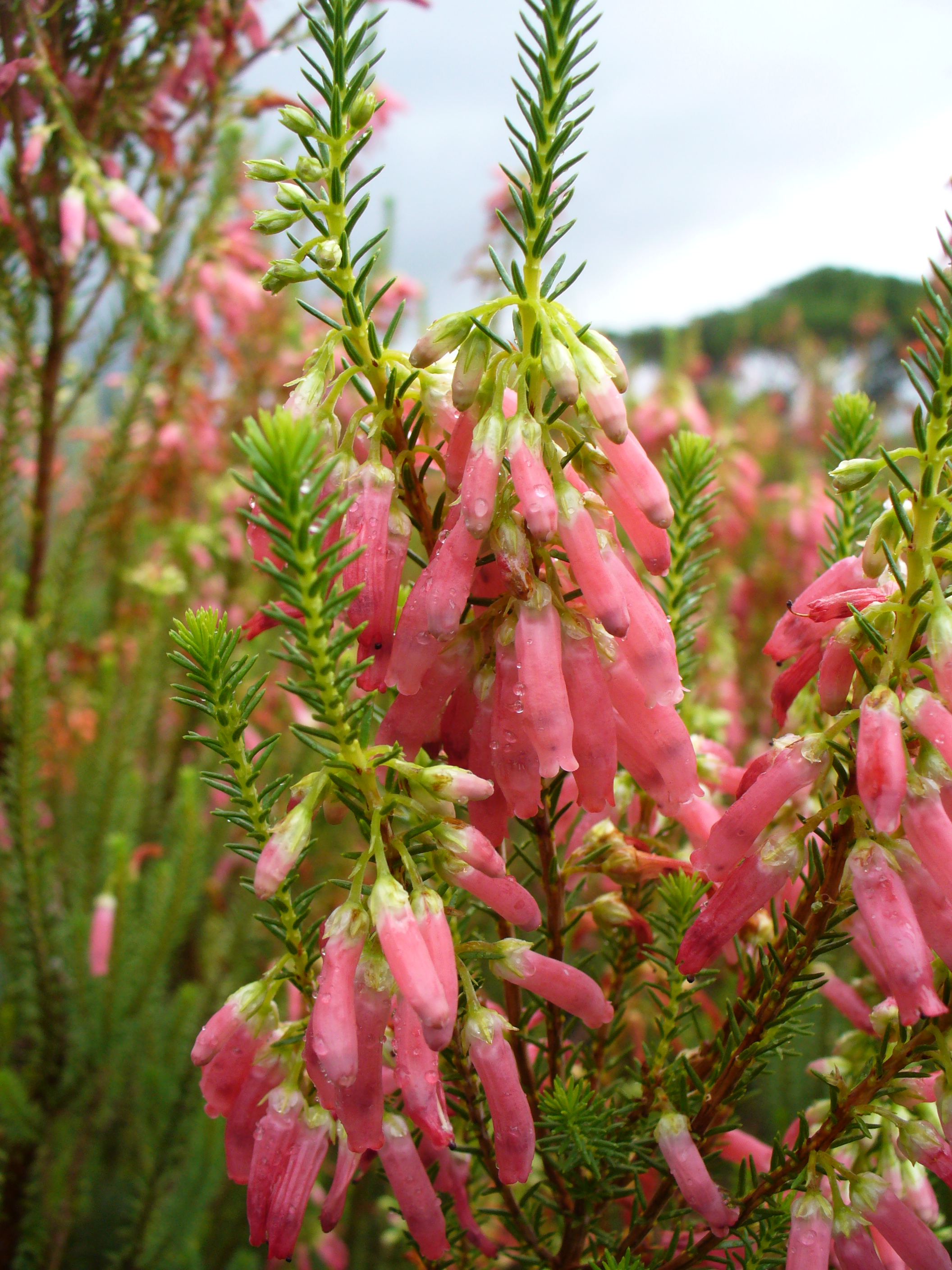
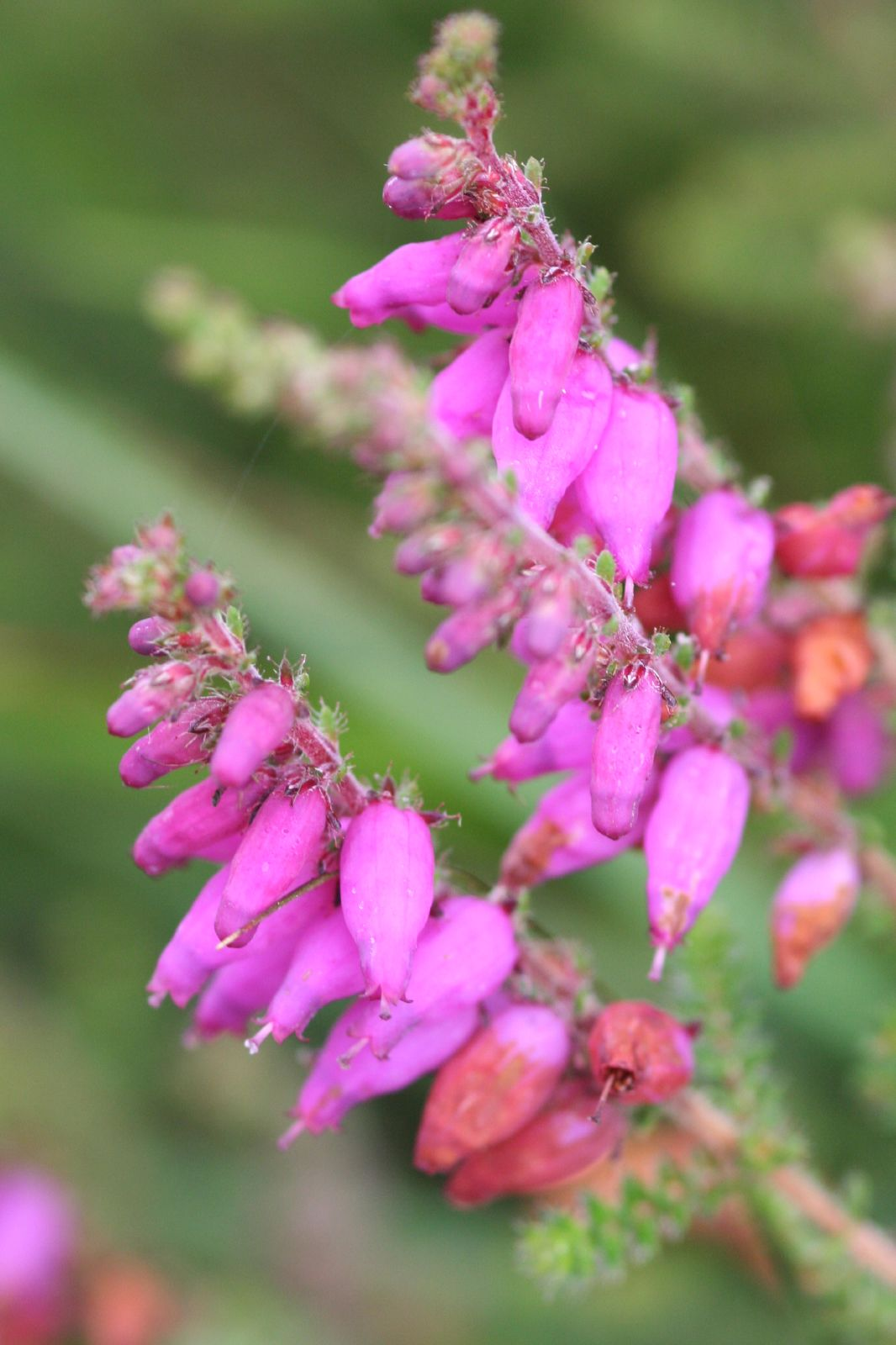
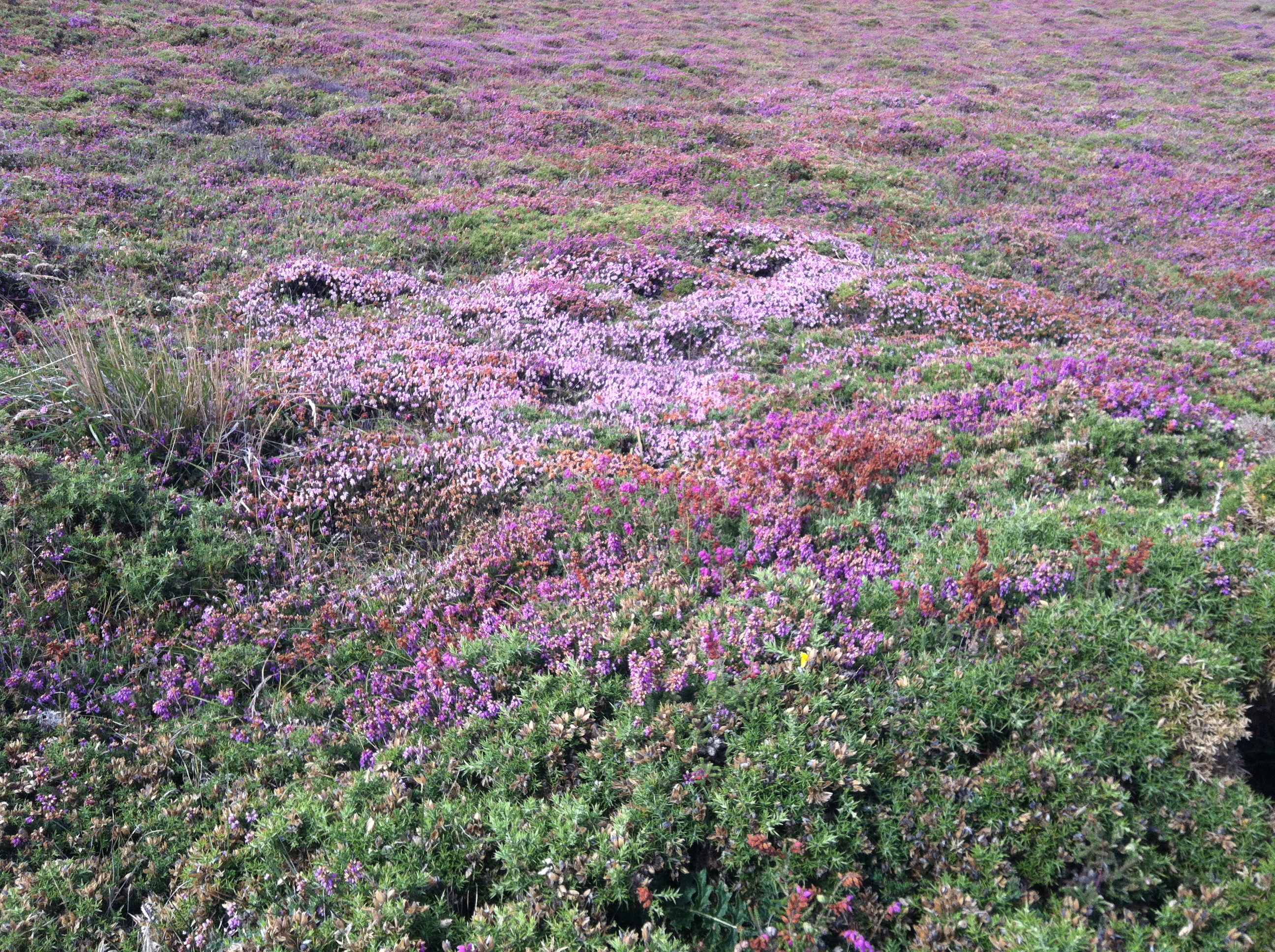